# Dinetus deserticus
Dinetus deserticus (лат.) — вид песочных ос (Crabronidae) рода Dinetus из подсемейства Dinetinae (ранее в Astatinae). ОАЭ (Аравийский полуостров).

## Описание
Мелкие осы (около 5 мм) чёрного цвета с жёлтыми отметинами. Для Dinetus deserticus характерно отсутствие длинных торчащих щетинок на голове и груди, преимущественно охристая окраска тела, гладкий и блестящий щиток с сильно редуцированной пунктировкой и вертикальной наружной жилкой субдискоидальной ячейки (cu). Он отличается от D. pictus и D. simplicipes гладким и блестящим щитком с сильно редуцированной пунктировкой и закруглённым верхушечным краем наличника; от D. tunisiensis, D. porcellaneus, D. jordanicus и D. cereolus по охристому цвету тела и структуре проподеума; от D. nabataeus и D. politus сильно редуцированной чёрной окраской на темени и проподеуме и от D. pulawskii отсутствием прижатого серебристого опушения на проподеуме. Голова желтовато-коричневая, вершина мандибул и темя в области задних глазков чёрные. Скапус, 2-й членик усиков и основание 3-го членика желтовато-коричневые, остальные членики темно-коричневые. Переднеспинка желтовато-коричневая с поперечными полосами цвета слоновой кости проксимально и дистально. Щиток коричневый с чёрным задним краем. Щиток и заднеспинка цвета слоновой кости. Мезоплевры, метаплевры и проподеум желтовато-коричневые. Метасома желтовато-коричневая, 2-й тергит с небольшими пятнами цвета слоновой кости на дистальном крае. Ноги желтовато-коричневые, средние и задние тазики, вертлуги и бёдра с чёрной полосой на верхней стороне. Глаза не соприкасаются друг с другом, но соприкасаются с основанием мандибул. Жвалы с выемкой внизу. В передних крыльях 2 субмаргинальные ячейки. Предположительно, как и другие близкие виды своего рода охотится на клопов (Heteroptera) или цикадок (Cicadinea), которых запасают для своего потомства в земляных гнёздах. Вид был впервые описан в 2021 году немецким гименоптерологом Hans-Joachim Jacobs (Senckenberg Deutsches Entomologisches Institut, Мюнхеберг, Германия).